# Kristóf-Krausz Albert
Kristóf-Krausz Albert (Temesvár, 1892. április 19. – Temesvár, 1958. december 18.) magyar építészmérnök, festőművész, művészeti szakíró.

## Életútja
Szülővárosában a főreáliskolában érettségizett (1910), építészmérnöki oklevelet Münchenben szerzett (1915), ahol az új építészeti irányzat egyik vezető egyéniségétől, Theodor Fischer professzortól tanulta a tervezést. Az I. világháborúban hadmérnökként szolgált, majd Temesvárra visszatérve portréfestő.
Megfestette Asztalos Sándor, Endre Károly, Franyó Zoltán, Jovánovity Dobrivoj, Kalotai Gábor, Pogány László, Szirmai László írók, Podlipny Gyula festőművész, Freund Leo zongoraművész és Brandeisz József hegedűművész arcképét. Újabb berlini tanulmányok (1929–32) után Temesvárt az ún. "új tárgyiasság" mértani formáival és díszítetlen síkjaival dolgozó stílusban számos bérházat és villát tervezett, s dinamikus-expresszív formanyelvű festészetét kiállításokon mutatta be.
Címlapot rajzolt a Brázay Emil szerkesztette Pán Könyvtár egyes köteteihez s a Moravetz Zeneműkiadó kottafüzeteihez. Műkritikái, élménybeszámolói, műhelyvallomásai a Temesvári Hírlap, Keleti Újság, az Új Ember, Heti Magazin, Déli Hírlap, Brassói Lapok, 1944 után a Szabad Szó, A Világ, Utunk és Előre hasábjain jelentek meg.